# Detroits Grand Prix
Detroits Grand Prix var et Formel 1-løb som i 1982-1988 blev arrangeret på Detroit street circuit i Detroit, USA.

## Vindere af Detroits Grand Prix
| År   | Kører            | Konstruktør    | Bane    | Rapport |
| ---- | ---------------- | -------------- | ------- | ------- |
| 1988 | Ayrton Senna     | McLaren-Honda  | Detroit | Rapport |
| 1987 | Ayrton Senna     | Lotus-Honda    | Detroit | Rapport |
| 1986 | Ayrton Senna     | Lotus-Renault  | Detroit | Rapport |
| 1985 | Keke Rosberg     | Williams-Honda | Detroit | Rapport |
| 1984 | Nelson Piquet    | Brabham-BMW    | Detroit | Rapport |
| 1983 | Michele Alboreto | Tyrrell-Ford   | Detroit | Rapport |
| 1982 | John Watson      | McLaren-Ford   | Detroit | Rapport |